# Аймара
Аймара е език, говорен от около 2 200 000 души в Боливия и Перу. Той е един от най-разпространените индиански езици в Южна Америка.

## История
Аймара се говори от около 2,2 милиона души. По-голямата част от носителите на езика обитават платото Алтиплано в боливийските департаменти Ла Пас и Оруро, както и в перуанските региони Пуно, Моквегва и Такна. През последните десетилетия бива изместен от испанския, особено в градските райони.